# Amen (Francesco Gabbani)
Amen è un singolo del cantante italiano Francesco Gabbani, estratto dall'album in studio Eternamente ora e pubblicato nel 2015.
Amen ha vinto nella sezione Nuove Proposte del Festival di Sanremo 2016.
Il brano ha ricevuto inoltre il premio della critica "Mia Martini” per le nuove proposte, mentre l'autore Fabio Ilacqua ha vinto il premio per il miglior testo, assegnato dalla Giuria degli esperti e intitolato a Sergio Bardotti.

## Video musicale
Il videoclip della canzone è stato pubblicato il 1º dicembre 2015 sul canale YouTube del cantante, raggiungendo dopo poco più di un anno le 10 milioni di visualizzazioni. Il video è stato girato alla miniera Calacata Borghini a Carrara e diretto da Daniele Barraco.

## Tracce
1. Amen – 3:16

## Classifiche
| Classifica (2016)               | Posizione massima |
| ------------------------------- | ----------------- |
| Italia                          | 14                |
| Italia (airplay italiane)       | 3                 |
| Italia (airplay internazionale) | 9                 |